# Tarzan Boy: The World of Baltimora
Tarzan Boy: The World of Baltimora é uma compilação da banda de Italo disco, Baltimora, lançado em Novembro de 2010 pela gravadora EMI. Inclui todas as faixas do primeiro e segundo álbum de Baltimora, exceto pela faixa "Eye to Eye".

## Faixas
| N.º | Título                                       | Duração |  |
| 1.  | "Tarzan Boy" (Single Version)                | 3:50    |  |
| 2.  | "Woody Boogie"                               | 5:50    |  |
| 3.  | "Juke Box Boy" (Maxi)                        | 5:53    |  |
| 4.  | "Key Key Karimba"                            | 6:02    |  |
| 5.  | "Living in the Background"                   | 6:06    |  |
| 6.  | "Global Love" (participação de Linda Wesley) | 4:40    |  |
| 7.  | "Running for Your Love"                      | 5:50    |  |
| 8.  | "Call Me in the Heart of the Night"          | 4:55    |  |
| 9.  | "Chinese Restaurant"                         | 5:14    |  |
| 10. | "Set Me Free"                                | 4:45    |  |
| 11. | "Pull the Wires"                             | 4:46    |  |
| 12. | "Come On Strike"                             | 4:47    |  |
| 13. | "Jimmy's Guitar"                             | 3:57    |  |
| 14. | "Survivor in Love"                           | 5:02    |  |
| 15. | "Tarzan Boy" (Summer Version)                | 6:45    |  |

Edição do iTunes
| N.º | Título                         | Duração |  |
| 16. | "Tarzan Boy" (12" Maxi B-side) | 5:11    |  |